# Reflex (časopis)
Reflex je český společenský týdeník vycházející od dubna 1990. Věnuje se široké škále politických, ekonomických, sociálních či kulturních témat z domova i zahraničí.

## Historie
Časopis vznikl bezprostředně po sametové revoluci zejména z iniciativy Petra Hájka. U jeho zrodu byli dále např. Josef Klíma, Jana Kasalová, Petr Volf, Vladimír Bystrov, Jaromír Štětina, Milan Tesař nebo Bohumil Pečinka. Originální a v hlavních rysech stále používanou grafiku vytvořil Aleš Najbrt. Časopis zpočátku vydávala tiskárna Grafoprint.
Vydavatelem časopisu je od roku 1993 společnost s dnešním názvem Czech News Center – časopis se vydává v Česku, k dostání je ale také na Slovensku, Belgii, Německu, Rakousku, Švýcarsku a Lucembursku. Patří k nejčtenějším tuzemským magazínům svého druhu (prodaný náklad 64 008 výtisků (02/2011, zdroj ABC ČR), čtenost 289 000 čtenářů (4.Q/2010 + 1.Q/2011, zdroj Mediaprojekt), konkurenty jsou mu Týden a Instinkt. Unie vydavatelů udělila Reflexu titul Časopis roku 2005, 2006, 2007 a 2008 v kategorii společenský časopis. Přesto od počátku 21. století docházelo k mírnému, ale setrvalému poklesu prodejnosti, což přispělo k odvolání dlouholetého šéfredaktora Petra Bílka. Za jeho nástupce Pavla Šafra začal Reflex využívat provokativní fotomontáže na obálce a jeho obsah se více názorově vyhranil. Ohledně zvýšení prodejnosti Šafr uspěl, byl ale kritizován za bulvarizaci, např. ze strany oceňovaného fotografa Reflexu Jana Šibíka.
V letech 1995–2022 vycházel v Reflexu komiks Zelený Raoul, v letech 2002–2008 zde byl otiskován také komiks Hana a Hana. Od ledna 2005 do prosince 2007 byl Reflex rozšířen o přílohu EX (kulturní průvodce), která od 3. ledna 2008 vycházela pouze v elektronické podobě. Dvakrát ročně také vycházel samostatný titul X (Reflex interview), který obsahoval původní rozsáhlé rozhovory s 10 osobnostmi z oblasti umění, vědy, sportu a politiky, které připravili přední redaktoři a fotografové časopisu Reflex. Několikrát do roka najdou čtenáři na stáncích Reflex Speciál.
Jednou z aktivit Reflexu byl Cannabis Cup, tradiční fotografická soutěž pořádaná od roku 2004 z iniciativy redaktora Jiřího X. Doležala. V rámci této soutěže Reflex publikoval na svých stránkách vítězné fotky konopí, které vybírala odborná porota ze stovek přihlášených fotografií a obrázků. Posledním ročníkem bylo jubilejní 10. konání a to v březnu roku 2014. V roce 2009 uvedl Reflex amatérskou fotografickou soutěž AKTY X.
Existuje i online verze časopisu, kde je v placené sekci k nalezení aktuální tištěné vydání i archív starších čísel časopisu. V roce 2010 magazín za svoji internetovou podobu získal v soutěži Křišťálová Lupa 8. místo v kategorii média – všeobecná.

## Šéfredaktoři
- 1990–1992: Petr Hájek
- 1992–1993: Radek Bajgar
- 1993–1995: Zdeněk Čech
- 1995–2008: Petr Bílek
- 2008–2011: Pavel Šafr
- 2011–2013: Ivan Hamšík[2]
- 2013–2015: Pavel Šafr (znovu)
- 2015–2016: Radek Bajgar (znovu)
- 2016–2022: Marek Stoniš
- 2022–2023: Viliam Buchert (pověřen vedením)[4]
- od 2023: Martin Bartkovský

## Stálí autoři časopisu
stav k 2024:
- Martin Bartkovský (šéfredaktor)
- Ondřej Kopa (zástupce šéfredaktora)
- Viliam Buchert (hlavní editor)
- Jan Ignác Říha (hlavní grafik)
- Nguyen Phuong Thao (hlavní fotografka)
- Oliver Adámek
- Martin Bryś
- Marek Gregor
- Dan Hrubý
- Kateřina Kadlecová
- Dominik Landsman
- Lenka Matoušková
- Vladimír Mertlík
- Kryštof Pavelka
- Vojtěch Rynda
- Jiří Sezemský
- Tereza Spáčilová
- Karel Steigerwald
- Jan Studnička
- Jaroslav Šajtar
- Lenka Zlámalová

## Kulturní aktivity
- Generální partner výtvarné soutěže Cena Jindřicha Chalupeckého
- Mediální partner festivalu Tanec Praha
- X krát divadlo – DVD záznamy divadelních představení
- Film X – filmová DVD
- Mediální partner Mezinárodního filmového festivalu Karlovy Vary
- Mediální partner festivalu Colours of Ostrava
- Reflex Cannabis Cup